# Haus Konstruktiv

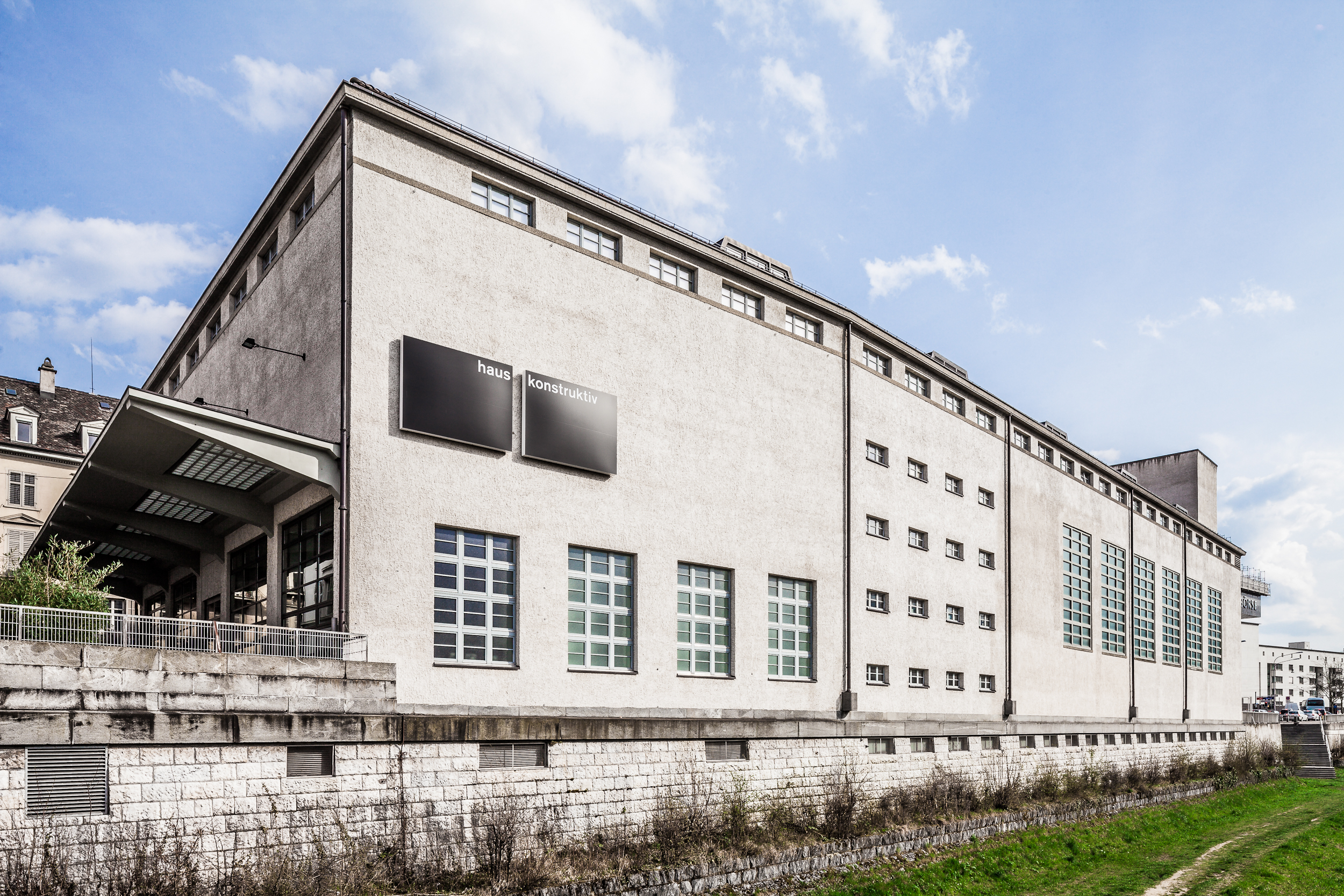
Ehemaliges Museumsgebäude Haus Konstruktiv (2016)

Das Museum Haus Konstruktiv in Zürich ist ein Museum und Ausstellungshaus für konstruktive, konkrete und konzeptuelle Kunst, das diese in einen Dialog mit der Gegenwartskunst stellen möchte. Träger des Museum Haus Konstruktiv ist die Stiftung für konstruktive, konkrete und konzeptuelle Kunst (KKK). Gefördert wird das private Museum durch den Kanton Zürich und die Stadt Zürich. Das Museum vergibt seit 2007 den Zurich Art Prize.

## Museum
Das Museum Haus Konstruktiv befindet sich im Zentrum Zürichs zwischen Paradeplatz und Stauffacher in einem Zürcher Industriebau, dem ehemaligen Unterwerk Selnau. Die Institution pflegt, nach eigener Angabe als einzige in der Schweiz, die konstruktiv-konkrete Kunst, zu deren Vertretern Max Bill, Camille Graeser, Verena Loewensberg und Richard Paul Lohse gehören. Auf fünf Stockwerken werden eine eigene Sammlung und pro Jahr sechs bis neun Wechselausstellungen gezeigt. Eine permanente Installation und gleichzeitig das Herzstück der Sammlung bildet der «Rockefeller Dining Room», der 1963/64 vom Schweizer Künstler Fritz Glarner für das Ehepaar Nelson A. Rockefeller in New York konzipiert und ausgeführt wurde. Es handelt sich um ein Beispiel für das Prinzip des «Relational Painting» und ein einmaliges Zeugnis konkreter Raumgestaltung.
Parallel zu den Ausstellungen finden Vorträge, Künstlergespräche, Führungen, Konzerte und Workshops für Kinder, Jugendliche und Erwachsene statt.
Das Museum verfügt im Erdgeschoss über einen Shop und über kleines Café mit einem Wandwerk von Claudia Comte. Im Dachgeschoss befindet sich zudem eine Präsenzbibliothek mit Überblicksliteratur zur konstruktiven, konkreten und konzeptuellen Kunst, Ausstellungskatalogen, Künstler-Monografien sowie kunsthistorischen Nachschlagewerken.
Die Bibliothek kann auf Anfrage genutzt werden.

## Geschichte
Träger ist die Stiftung für konstruktive, konkrete und konzeptuelle Kunst. Sie wurde 1986 von Personen aus dem Umfeld der Zürcher Bewegung der konstruktiven und konkreten Kunst gegründet. Treibende Kräfte waren der Künstler Gottfried Honegger sowie die Kunstpublizistin Margit Weinberger Staber, die erste Direktorin. Von 1987 bis 2001 befand sich das «haus für konstruktive und konkrete kunst» – wie es damals noch hiess – im Seefeld. Im Frühjahr 2001 zog es dann, umbenannt in «Haus Konstruktiv», in das Gebäude des früheren ewz-Unterwerks Selnau um. Bis zu seiner Stilllegung 1998 hatte dieses Werk rund einhundert Jahre lang als Umformerstation gedient. Das Gebäude wurde zwischen 1929 und 1932 vom damaligen Stadtbaumeister Hermann Herter zu einem einheitlichen Baukörper im Stil des Neuen Bauens zusammengefasst. Heute steht es unter Denkmalschutz. Die Stiftung investierte sieben Millionen Franken, um nach Plänen der Architekten Roger Diener sowie Meier + Steinauer auf fünf Stockwerken 1’200 Quadratmeter Ausstellungsfläche und einen Ort für Wechselausstellungen und Sammlungspräsentationen zu schaffen.
Im Sommer 2022 erklärte die Stadt Zürich, den Vertrag des Museum auf 2025 auslaufen zu lassen, um in dem Gebäude Infrastruktur für ein Fernwärmenetz zu installieren. Das Museum Haus Konstruktiv muss seinen angestammten Sitz im ewz-Unterwerk Selnau auf Ende 2025 verlassen und plant einen Umzug auf das Kunstareal Löwenbräu per 2025/2026.
2007 wurde der «Zurich Art Prize» vom Museum Haus Konstruktiv unter seiner damaligen Direktorin Dorothea Strauss und dem Patronatspartner des Museums, der Zurich Insurance Group, ins Leben gerufen.
Seit Frühjahr 2013 ist Sabine Schaschl Direktorin des Museums und Präsidentin des Zurich Art Prize.

## Sammlung
Die Sammlung des Museum Haus Konstruktiv verfügt über 1000 Werke aus dem 20. und 21. Jahrhundert aus Schenkungen von Künstlern, deren Erben sowie privaten Sammlern. Der Schwerpunkt der Sammlung, die sich am kunsthistorischen Erbe der konstruktiv-konkreten und konzeptuellen Kunst orientiert, liegt bei Gemälden, Grafiken und Skulpturen aus dem Umfeld und der Nachfolge der Zürcher Konkreten Max Bill, Richard Paul Lohse, Camille Graeser und Verena Loewensberg.

## Leiterinnen des Museums
- 1987–1993: Margit Weinberg Staber
- 1994–2004: Elisabeth Grossmann
- 2005–2013: Dorothea Strauss
- Seit Mai 2013: Sabine Schaschl

## Präsidenten der Stiftung
- 1986–1987: Hans Hüssy
- 1988–1989: Gianni Rusca
- 1990–2003: Ellen Ringier
- 2004–2012: Hans Ulrich Schweizer
- seit 2012: Andreas Durisch

## Ausstellungen (ab 2013)
- 2013: Hot Spot Istanbul
- 2013: Adrián Villar Rojas – Films Before Revolution
- 2013: Fritz Glarner – The Rockefeller Dining Room
- 2013: Hans Jörg Glattfelder – Was der Fall ist
- 2014: Victor Vasarely – Die Wiederentdeckung des Malers
- 2014: Delphine Chapuis-Schmitz – 48. There are things that …31
- 2014: Florian Dombois – Angeschlagene Moderne
- 2014: Tobias Putrih – Solar Limb
- 2014: Auguste Herbin – Aus der Sammlung Lahumière
- 2014: Haroon Mirza – Zurich Art Prize 2014
- 2014: Logical Emotion – Contemporary Art from Japan
- 2015: Quantum of Disorder. Ein Kooperationsprojekt mit dem artists-in-labs program ICS/ZHdK
- 2015: Vera Molnár – (Un)Ordnung. (Dés)Ordre.
- 2015: Carlos Bunga – I am a Nomad
- 2015: William Kentridge – The Nose
- 2015: Peter Hächler – Metamorphosen
- 2015: Latifa Echakhch – Screen Shot. Zurich Art Prize 2015
- 2015: Etel Adnan – La joie de vivre
- 2016: Sadie Murdoch – Sss—Mm
- 2016: Ulla von Brandenburg – Manchmal Ja, manchmal Nein
- 2016: DADA anders – Sophie Taeuber-Arp Hannah Höch Elsa von Freytag-Loringhoven
- 2016: Um die Ecke denken. Die Sammlung Museum Haus Konstruktiv (1986–2016) und Gastinterventionen
- 2016: Fritz Glarner «Rockefeller Dining Room» revisited by Alfredo Häberli
- 2016: Bernd Ribbeck, in Zusammenarbeit mit dem Wilhelm-Hack-Museum, Ludwigshafen am Rhein
- 2016: Nairy Baghramian – Scruff of the Neck (Supplements). Zurich Art Prize 2016
- 2016: Christian Herdeg – Lyrical Minimalism
- 2017: Marguerite Humeau. Winner Zurich Art Prize 2017
- 2017: Andrew Bick – original ghost variety shifted double echo
- 2017: Cerith Wyn Evans
- 2017: Marlow Moss – A Forgotten Maverick
- 2017: Jürg Stäuble – Mehr sein als System
- 2017: Tomás Saraceno – Aerosolar Journeys
- 2017: Julije Knifer
- 2017: Aurélie Nemours – Aus Schweizer Sammlungen
- 2018: Gerhard von Graevenitz – Eine Retrospektive
- 2018: Alicja Kwade – LinienLand
- 2018: Till Velten – Wenn die kognitive Ordnung zerbricht
- 2018: Imi Knoebel – Guten Morgen, weisses Kätzchen
- 2018: Helga Philipp – Poesie der optischen Transformation
- 2018: Museum der Wünsche – Zürcher Konkrete aus Schweizer Sammlungen
- 2018: Robin Rhode – a plan of the soul. Zurich Art Prize 2018
- 2019: Konkrete Gegenwart – Jetzt ist immer auch ein bisschen gestern und morgen (Gruppenschau u. a. mit Arbeiten von Otto Berchem und Amalia Pica, Vanessa Billy, Stefan Burger, Jose Dávila, Svenja Deininger, Lara Favaretto, Fernanda Gomes, Diango Hernández, Herbert Hinteregger, Wyatt Kahn, Timo Nasseri, Michael Riedel, Walid Raad, David Renggli, Esther Stocker, Katja Strunz, SUPERFlEX, Sofie Thorsen)
- 2019: Kirstine Roepstorff – EX CAVE
- 2019: Olivier Mosset – TUTU
- 2019: 100 Jahre Bauhaus – Roman Clemens aus der Sammlung
- 2019: Camille Graeser – Vom Werden eines konkreten Künstlers
- 2019: Leonor Antunes – discrepanices with C. P. Zurich Art Prize 2019
- 2020: Brigitte Kowanz – Lost under the Surface
- 2020: Otto Piene – Die Sonne kommt näher
- 2020: Léon Wuidar – Eine Retrospektive
- 2020: Amalia Pica – Round table (and other forms). Zurich Art Prize 2020
- 2021: RESET – Museum. Sammlung. Zukunft. (Werke aus der Sammlung)
- 2021: Dóra Maurer – Minimal Movements, Shifts, 1970–2020
- 2021: Zimoun – 295 prepared dc-motors, 39 kg wood, 825 cardboard boxes 35 x 32.5 x 32.5 cm
- 2021: Works on Paper – Papierarbeiten aus der Sammlung
- 2021: Sonia Kacem – Le Superflu. Zurich Art Prize 2021
- 2021: Florin Granwehr – «Ordnung ist der Saum des Chaos»
- 2022: Geometrische Opulenz
- 2022: Jose Dávila – Memory of a Telluric Movement
- 2022: Neues aus der Sammlung
- 2022: Elisabeth Wild
- 2022: Kapwani Kiwanga – Worldmaking. Zurich Art Prize 2022
- 2022: Yves Netzhammer – Zwei kühle Zwergelefanten fressen Einfühlungsüberschuss mit Pfirsicharoma
- 2023: Athene Galiciadis – Orientation
- 2023: Leon Polk Smith – Going Beyond Space
- 2023: Salvatore Emblema – Sub-limine
- 2023: Chiharu Shiota – Eye to Eye
- 2023: Marguerite Hersberger – Dem Raum Raum geben[6]
- 2024: Olaf Holzapfel: Der Mantel. Zurich Art Prize 2024

## Ausstellungskataloge (Auswahl)
- 2008: Joanne Greenbaum: Painting. Hatje Cantz, Ostfildern 2008, ISBN 978-3-7757-2180-6.
- 2009: Camille Graeser, vom Entwurf zum Bild. Ideenskizzen und Entwurfszeichnungen 1938-1978. Wienand, Köln 2009, ISBN 978-3-87909-975-7.
- 2011: Ganz Konkret: die Sammlung Haus Konstruktiv und die Ausstellung „ganz konkret“. Hatje Cantz, Ostfildern 2011, ISBN 978-3-7757-2840-9.
- 2011: Nelly Rudin. Open Space. Kehrer, Heidelberg 2011, ISBN 978-3-86828-273-3.
- 2013: Adrián Villar Rojas – Films Before Revolution. The Green Box, Berlin 2013, ISBN 978-3-94164-463-2.
- 2014: Hans Jörg Glattfelder – Was der Fall ist. Wienand, Köln 2013, ISBN 978-3-86832-181-4.
- 2014: Vera Molnár – (Un)Ordnung. (Dés)Ordre. Kerber, Bielefeld 2014, ISBN 978-3-86678-969-2.
- 2014: Florian Dombois – Angeschlagene Moderne. The Green Box, Berlin 2014, ISBN 978-3-941644-68-7
- 2014: Logical Emotion – Contemporary Art from Japan. Snoeck, Köln 2014, ISBN 978-3-86442-107-5.
- 2015: William Kentridge – The Nose. König, Köln 2015, ISBN 978-3-86335-771-9.
- 2015: Etel Adnan – La joie de vivre. König, Köln 2015.
- 2015: René Zechlin in Zusammenarb. mit Sabine Schaschl (Hrsg.): Bernd Ribbeck – Strahlkraft und Ekstase. Distanz Verlag, Berlin 2015, ISBN 978-3-95476-166-1.
- 2016: Um die Ecke denken. Sammlung Haus Konstruktiv (1986-2016) und Gastinterventionen. Hatje Cantz, Ostfildern 2016, ISBN 978-3-7757-4225-2.
- 2016: Christian Herdeg. Lyrical Minimalism. Wienand, Köln 2016, ISBN 978-3-86832-365-8.
- 2017: Marlow Moss. A Forgotten Maverick. Hatje Cantz, Berlin 2017, ISBN 978-3-7757-4300-6.
- 2017: Jürg Stäuble. Mehr sein als System. Hatje Cantz, Berlin 2017, ISBN 978-3-7757-4299-3.
- 2017: Museum Haus Konstruktiv, Wilhelm-Hack-Museum (Hrsg.): Tomás Saraceno – Aerosolar Journeys. König, Köln 2017.
- 2018: Imi Knoebel. Guten Morgen weisses Kätzchen. Hatje Cantz, Berlin 2018, ISBN 978-3-7757-4486-7.
- 2019: Konkrete Gegenwart. Verlag für moderne Kunst, Wien 2019.
- 2019: Alicja Kwade. LinienLand. Verlag für moderne Kunst, Wien 2019.
- 2019: Olivier Mosset. Snoeck-Verlag, Köln 2019, ISBN 978-3-86442-295-9.
- 2020: Léon Wuidar. Whitecube London, ISBN 978-1-910844-45-8.
- 2022: Leon Polk Smith. Going Beyond Space, Text(e) von John Koegel, David M. Roche, Sabine Schaschl, Patterson Sims, Brandon Taylor, Hatje Cantz, ISBN 978-3-7757-5471-2.